# Kleines Sozialistengesetz
Die auch als „Kleines Sozialistengesetz“ bezeichnete Preußische Vereinsgesetz-Novelle wurde 1897 im Preußischen Abgeordnetenhaus eingebracht. Nach ihr sollte die Polizei das Recht erhalten, alle Vereine und Versammlungen aufzulösen, welche die Sicherheit des Staates oder die öffentliche Sicherheit gefährdeten. Die vor allem gegen die Sozialdemokraten gerichtete Vorlage scheiterte letztlich.

## Vorgeschichte
Nach der Aufhebung des Sozialistengesetzes 1890 versuchten die Regierungen im Deutschen Reich und in Preußen, neue antisozialistische Gesetze durchzusetzen. Dazu gehörten die „Umsturzvorlage“ 1894 und dann das sogenannte „kleine Sozialistengesetz“ in Preußen. Dieses steht im Zusammenhang mit verstärkten Forderungen Wilhelms II. und des Generals von Waldersee nach einer Bekämpfung der Sozialdemokratie. Verstärkt wurde dies durch die Zurückhaltung der Sozialdemokraten anlässlich der Feierlichkeiten zum 25-jährigen Jubiläum des Reiches und einen mehrwöchigen Streik im Hamburger Hafen im Jahr 1897. Der Kaiser selbst kündigte in verschiedenen Reden einen „Kampf gegen den Umsturz mit allen Mitteln“ an.

## Parlamentarischer Verlauf
Am 13. Mai 1897 legte die preußische Regierung unter Ministerpräsident (und Reichskanzler) Fürst Chlodwig zu Hohenlohe-Schillingsfürst dem Preußischen Abgeordnetenhaus einen Vorschlag zur Abänderung des Vereinsgesetzes vor (auch bezeichnet als „lex Recke“ nach dem Initiator, dem preußischen Innenminister v.d. Recke). Durch dieses sollte das Versammlungs- und Koalitionsrecht stark eingeschränkt werden. Nach dieser Vorlage sollte die Polizei das Recht erhalten, Vereine und Versammlungen aufzulösen, wenn in ihnen „anarchistische oder sozialdemokratische, auf den Umsturz der Staats – oder Gesellschaftsordnung gerichtete Bestrebungen“ zutage traten.
Nach der Zustimmung des Landtages in erster Lesung wurde das Gesetz am 24. Juli 1897 schließlich aber knapp mit 209 gegen 205 Stimmen (unter Einschluss auch der Nationalliberalen) abgelehnt.

## Folgen
Die Zuchthausvorlage (eigentlich „Gesetz zum Schutze des gewerblichen Arbeitsverhältnisses“) aus dem Jahr 1899 gilt als ein letzter Versuch, den Aufstieg der Sozialdemokratie und der Gewerkschaftsbewegung mit gesetzlichen Mitteln aufzuhalten. Die Vorlage scheiterte im Reichstag an der übergroßen Mehrheit des Hauses und war auch eine persönliche Niederlage für Wilhelm II. und ein Grund für die Ablösung des Reichskanzlers Chlodwig zu Hohenlohe-Schillingsfürst durch Bernhard von Bülow. Wichtiger war jedoch, dass die Reichsregierung nunmehr ihren Kurs änderte und an Stelle der Repressionspolitik die staatliche Sozialpolitik verstärkte. 